# Круглое (Лев-Толстовский район)
Кру́глое — село Остро-Каменского сельсовета Лев-Толстовского района Липецкой области.

## Название
Первые жители села обосновались на Круглой поляне, название которой перенесено потом на село.

## История
Упоминается в окладной книге 1676 году. Часто путают с селом Круглое Данковского района. Село Круглое Лев-Толстовского района было богатым и большим селом. В селе была центральная районная школа. Многие дома сдавались в аренду на жилье приезжих школьников и их семей. 
До революции в селе проживало большое количество кулаков и других богатых семей. Некоторым удалось избежать раскулачивания. 
В селе до сих пор стоит храм.
Подробности о жизни и истории села модно узнать на официальной странице села в инстаграме @selo_krugloe

## Население
| 1859 | 1897  | 1906  | 2000 | 2010 |
| ---- | ----- | ----- | ---- | ---- |
| 1639 | ↘1593 | ↗2228 | ↘242 | ↘175 |